# Шейн Віскус
Шейн Віскус (англ. Shane Wiskus, нар. 1 жовтня 1998 року, Веконія (Міннесота), Сполучені Штати Америки)— американський гімнаст. Член збірної США на Олімпійських іграх 2020.

## Біографія
Народився в родині Теммі та Майка Віскуса, має сестру Аннабель та двох братів, Дені та Єндрю.
Вивчає маркетинг в університеті Міннесоти.

## Спортивна кар'єра
Мати відвела на секцію спортивної гімнастики для покращення координації та рухових навичок, коли було три роки. З семи років брав участь у змаганнях.

#### 2020
Під час пандемії корованірусу змушений був тренуватися на задньому дворі власного будинку, потім підтримувати форму в тренажерних залах, поки зал спортивної гімнастики було зачинено.
У вересні спортивним директором "Золотих сусликів Міннесоти" було оголошено про закриття команди зі спортивної гімнастики після сезону 2020/2021рр.. через значні збитки університету у зв'язку з коронавірусом. Шейн змушений був в останній рік навчання в університеті переїхати в навчальний центр Олімпійських та Параолімпійських ігор Колорадо-Спрінгсу, де тренування поєднував з дистанційним навчанням.

#### 2021
На чемпіонаті США на другий день змагань йшов другим після пяти снарядів, коли тричі зірвався з поперечини, отримав 8,800 балів та з сумою 162,150 балів в багатоборстві завершив змагання дев'ятим.
На олімпійських випробовуваннях намагався не концентруватися на оцінках суперників, щоб не повторити помилку на чемпіонаті США. Посів третє місце в багатоборстві з результатом 168,150 балів. За рішенням тренерського штабу був зарахований до команди США на Олімпійських іграх в Токіо, Японія.

## Результати на турнірах
| Рік  | Змагання                   | КБ | ІБ | Вільні вправи | Кінь | Кільця | Опорний стрибок | Паралельні бруси | Перекладина |
| ---- | -------------------------- | -- | -- | ------------- | ---- | ------ | --------------- | ---------------- | ----------- |
| 2019 | Чемпіонат світу            | 4  |    |               |      |        |                 |                  |             |
| 2020 | American Cup               |    | 4  |               |      |        |                 |                  |             |
| 2021 | Чемпіонат США              |    | 9  | 4             |      | 6      |                 | 2                |             |
| 2021 | Олімпійські випробовування |    | 3  | 8             |      | 5      | 5               | 2                | 3           |
| 2021 | Олімпійські ігри           | 5  |    |               |      |        |                 |                  |             |

1. ↑  Архівована копія. Архів оригіналу за 4 липня 2021. Процитовано 7 липня 2021.{{cite web}}:  Обслуговування CS1: Сторінки з текстом «archived copy» як значення параметру title (посилання)
2. ↑  Архівована копія. Архів оригіналу за 25 червня 2021. Процитовано 7 липня 2021.{{cite web}}:  Обслуговування CS1: Сторінки з текстом «archived copy» як значення параметру title (посилання)
3. 1 2  Архівована копія. Архів оригіналу за 9 липня 2021. Процитовано 7 липня 2021.{{cite web}}:  Обслуговування CS1: Сторінки з текстом «archived copy» як значення параметру title (посилання)
4. ↑  Архівована копія. Архів оригіналу за 9 липня 2021. Процитовано 7 липня 2021.{{cite web}}:  Обслуговування CS1: Сторінки з текстом «archived copy» як значення параметру title (посилання)
5. ↑  Armour, Nancy (26 червня 2021). Opinion: Tokyo-bound Shane Wiskus shows Minnesota what a mistake it made in cutting men's gymnastics. USA Today. Архів оригіналу за 8 серпня 2022. Процитовано 12 березня 2023. (англ.)
6. 1 2  Архівована копія. Архів оригіналу за 9 липня 2021. Процитовано 7 липня 2021.{{cite web}}:  Обслуговування CS1: Сторінки з текстом «archived copy» як значення параметру title (посилання)
7. ↑  Архівована копія. Архів оригіналу за 9 липня 2021. Процитовано 7 липня 2021.{{cite web}}:  Обслуговування CS1: Сторінки з текстом «archived copy» як значення параметру title (посилання)